# Alsophis antiguae
Alsophis antiguae är en ormart. Alsophis antiguae ingår i släktet Alsophis och familjen snokar. IUCN kategoriserar arten globalt som akut hotad. Utöver nominatformen finns också underarten A. a. sajdaki.
Arten förekommer på Antigua och Barbuda i Västindien. Honor lägger ägg.

## Bildgalleri

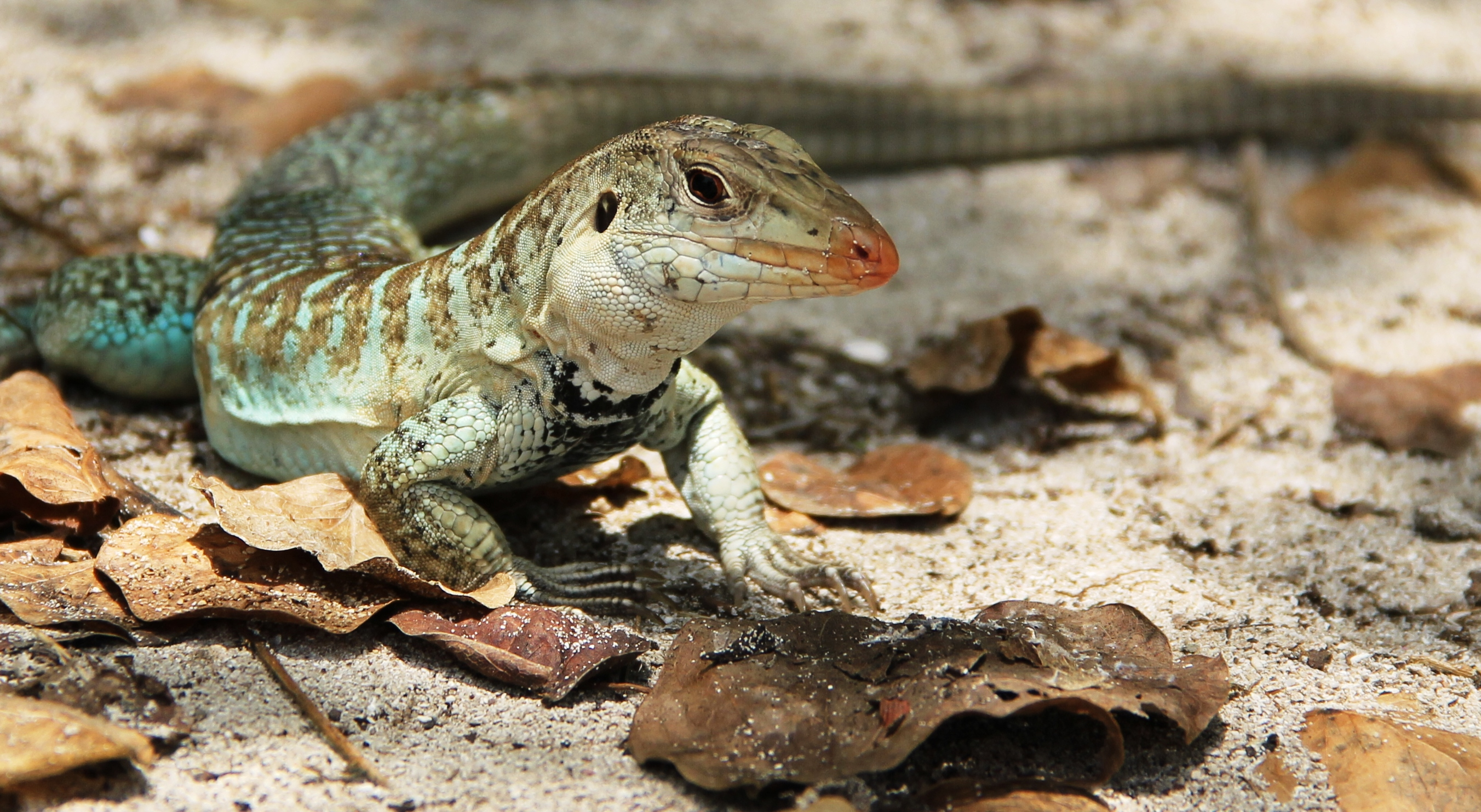